# Дрейк-Брокман, Эдмунд
Эдмунд Альфред Дрейк-Брокман (англ. Edmund Alfred Drake-Brockman; 21 февраля 1884, Басселтон, Западная Австралия — 1 июня 1949, Тарнук, Виктория (Австралия)) — австралийский военный и политический деятель, генерал-майор, юрист, судья, член Сената Австралии (1920—1926).

## Биография
В 1908-1909 годах прошёл специальный курс обучения имперских сил в штабном колледже в Кветте, Индия. 
Добровольцем участвовал в Первой мировой войны. Сражался в чине майора при Галлиполи в ходе Дарданелльской операции. Командовал батальоном во время высадки в Галлиполи 25 апреля 1915 года. Получил ранение и был эвакуирован на Мальту и в Англию,  октябре был отправлен в Австралию. Был отмечен высокими наградами.
Вернулся на фронт в Египет в апреле 1916 года. Позднее во время войны получил звание подполковника, командовал западно-австралийским пехотным батальоном на Западном фронте. В операциях во Франции в 1917 году его батальон понёс очень тяжёлые потери.
После окончания Первой мировой войны вернулся к юридической работе. В 1924 году стал президентом Австралийской федерации работодателей, а в следующем году представлял Австралию в  Лиги Наций в Женеве.
В 1920 году получил звание бригадного генерала, командовал 4-й бригадой австралийских вооружённых сил.
В 1937 году — генерал-майор.
В 1919 году был избран в Сенат от националистической партии Австралии. В апреле 1927 года был назначен в Арбитражный Суд Содружества. После начала Второй мировой войны, будучи резервистом, был призван на военную службу, и до 1942 года командовал 3-й дивизией ополчения.
Умер и был кремирован. 